# 양궁 월드컵
양궁 월드컵(Archery World Cup)은 2006년부터 세계 양궁 연맹이 주최한 양궁 대회이다.
양궁 선수들은 4개국 4단계에 걸쳐 경기를 펼치며, 각 부문별 상위 8명(2010년부터 2006~09년에는 4명)이 최종 1위에 진출한다. 양궁 월드컵 결승전을 치르기 위한 추가 스테이지. 이러한 형태의 경쟁은 2003년 뉴욕 세계 양궁 선수권 대회와 2004년 하계 올림픽의 성공 이후 도입되었으며, 경기는 '멋진' 장소에서 개최되고 결승전은 온라인으로 중계하여 관중들에게 더 인기 있고 매력적이게 만들려는 의도로 도입되었다. 스포츠에 대한 혁신적인 접근 방식으로 인지도와 도달 범위를 높인다는 찬사를 받았다.
2013년부터 월드컵은 유로스포츠를 통해 생중계된다. 이 대회는 "집중력, 균형, 정확성 및 기술을 통해 활과 화살을 마스터하는 최고의 남성 및 여성 운동선수"를 위해 매년 양궁 부문 론진 정밀상을 후원하는 기아와 론진의 후원을 받는다.